# Complex d'Al-Ghurí
El complex d'al-Ghurí (àrab: مجموعة السلطان الغوري, majmūʿat as-sulṭān al-Ḡūrī) és un conjunt de construccions islàmiques de la ciutat del Caire, forma part del conegut com el Caire Històric, declarat Patrimoni de la Humanitat per la UNESCO. Es tracta de diversos edificis: per un cantó la mesquita i madrassa d'al-Ghuri, amb el número 189 del catàleg de monuments islàmics gestionat pel Supreme Council of the Antiquities. Al seu davant el conjunt del mausoleu d'al-Ghurí, amb altres elements annexos, com ara un sabil amb màktab, amb el número de catàleg 67, i les restes d'un palau (el màqad), amb el número 66. Una mica apartat, en direcció a la mesquita d'al-Azhar, es localitza la wakala d'al-Ghurí, amb el número 64. Està situat a ponent d'al-Azhar.

## Història

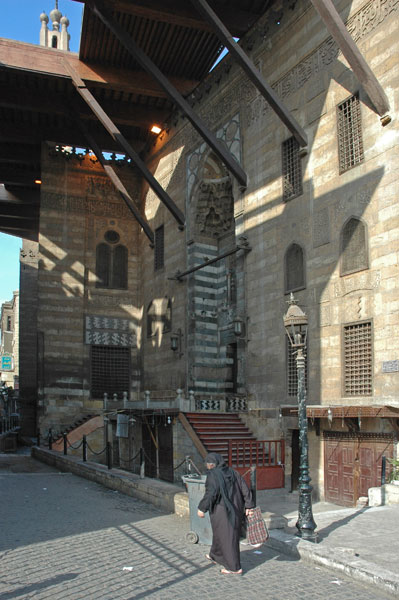
Façana de la madrassa

El complex pren el nom de la pronunciació local (al-Ghurí) del nom del soldà al-Àixraf Qànsawh al-Ghawrí (1501-1516). Aquest soldà és pràcticament el darrer soldà mameluc que va governar Egipte. Militar, va ser governador sota el regnat d'an-Nàssir Muhàmmad ibn Qàït-bay (1496-1498). Malgrat el desfavorable estat financer, no va renunciar a aixecar construccions amb la voluntat de deixar empremta, i per això no va dubtar en confiscar diverses finques al mateix cor del Caire, entre les quals una madrassa.

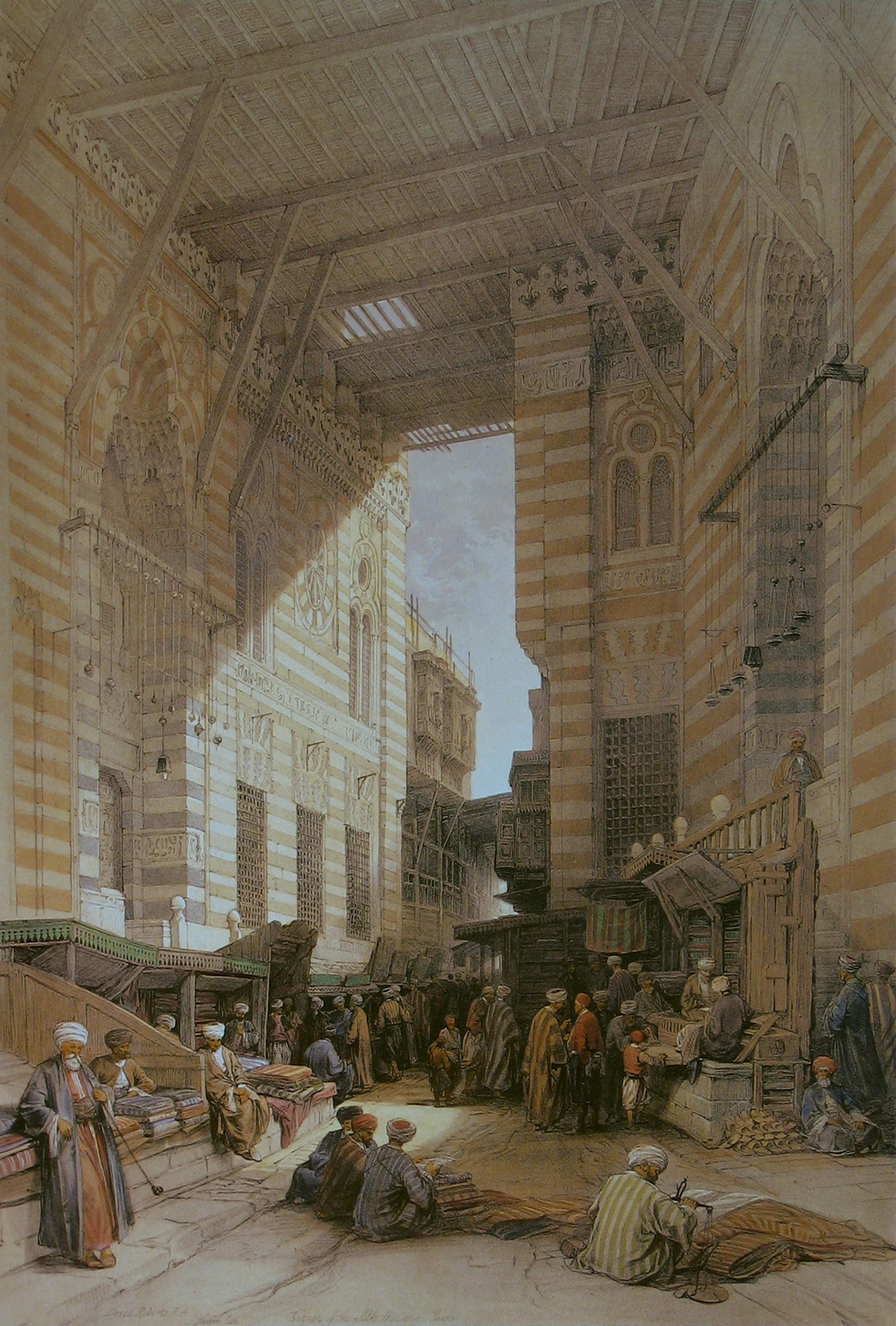
El complex en un gravat de David Roberts (1838)

Les construccions es van realitzar en un curt espai de temps, la madrassa es va inaugurar el 1503 i l'any següent el sabil amb màktab.
El mausoleu va ser pensat no solament com a lloc de sepultura del soldà, també havia de custodiar unes relíquies del Profeta i un antic Alcorà, que fins llavors eren venerats en un altre lloc. El trasllat de les relíquies es va efectuar el 1504.
El soldà no va ser enterrat en aquest lloc. Va morir a Alep lluitant contra els otomans i el seu cos no es va trobar. La tomba es va utilitzar per la seva filla i altres membres de la família, així com per al-Àixraf Tuman-bay, el seu successor.

## Descripció

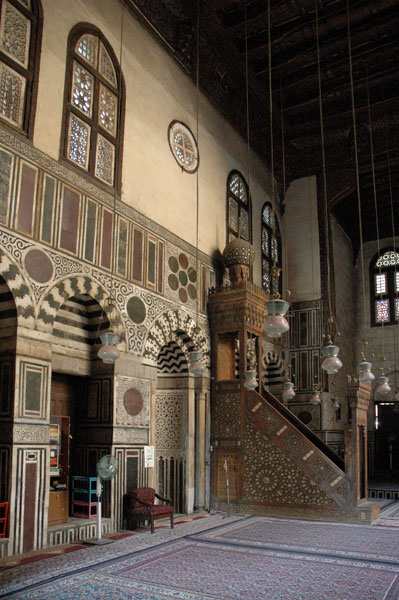
Interior de la madrassa i mesquita, amb l'alquibla

Com és usual en altres edificis, el conjunt s'aixeca sobre un conglomerat de botigues que encara ara formen part del mercat dels carrers. Hi ha dos edificis separats per carrer principal de la ciutat antiga. A un cantó s'aixeca la mesquita i a l'altre el mausoleu amb el sabil amb màktab i les restes del palau. Els dos edificis estan units per una coberta de fusta, que ara s'ha restaurat, que cobreix el carrer i el mercat que té lloc sota seu.

### Mesquita

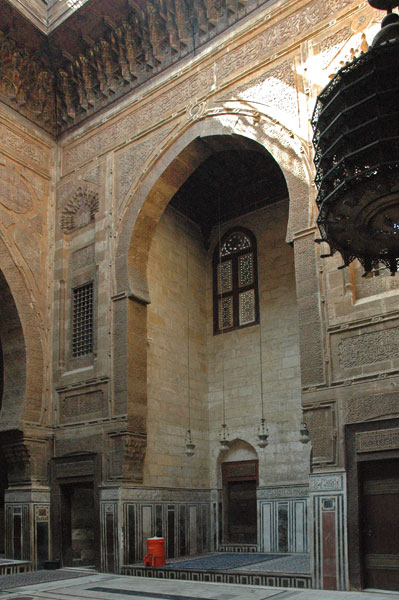
Pati de la mesquita

Des de l'escala d'entrada (sota la mesquita hi ha les botigues) un corredor dona pas al pati, que originalment es cobria amb una xarxa per evitar els ocells, on s'obren quatre iwans, el de l'alquibla és el més gran. Està pavimentat amb marbres de colors, igual que la part baixa dels murs, especialment el de l'alquibla i el mihrab.
El minaret és un dels pocs de planta quadrada del Caire.

### Mausoleu
La cúpula del mausoleu va fer-se el 1512, però es va refer l'any següent. Tenia un revestiment exterior de ceràmica blava, i va caure definitivament en el segle xix. Els elements ceràmics de la cúpula es van fabricar en el mateix lloc, activitat que es va mantenir per altres construccions.

### Elsabilambmàktab
Aquest característic element format per un sabil a la part baixa, on es distribuïa l'aigua, i un màktab o escola al primer pis, es troba en un lloc preeminent.

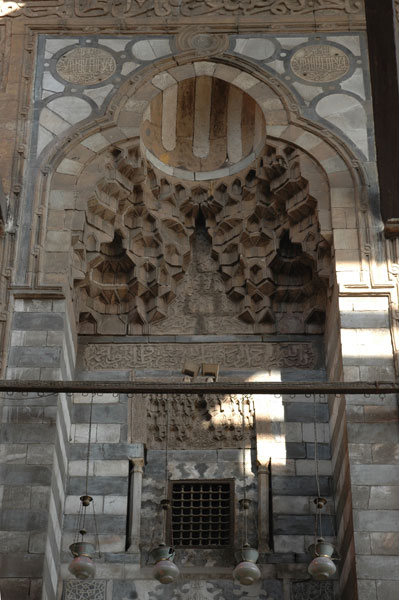
Portada de la madrassa
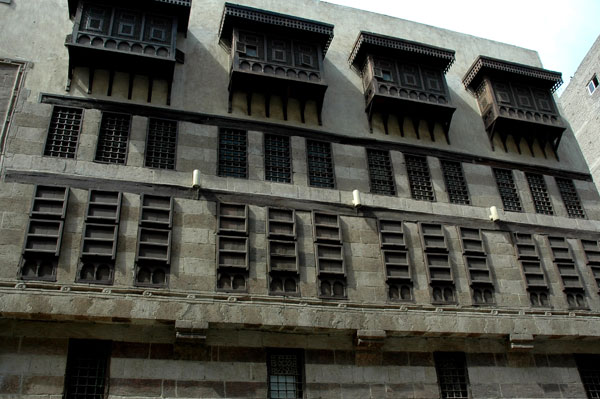
Façana de la wakala
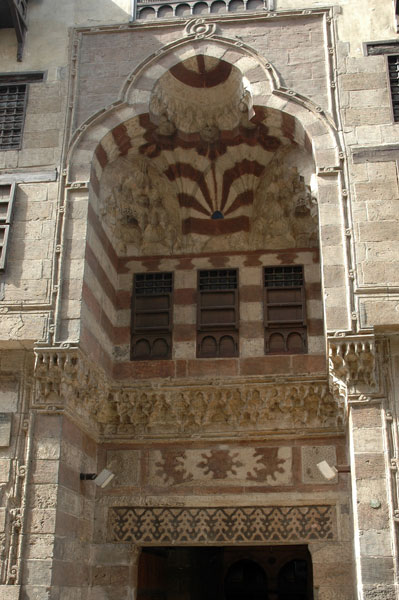
Portada de la wakala